# Mucronella flava
Mucronella flava Corner – gatunek grzybów należący do rzędu pieczarkowców (Agaricales). Grzyb kortycjoidalny.

## Systematyka i nazewnictwo
Pozycja w klasyfikacji według Index Fungorum: Mucronella, Incertae sedis, Agaricales, Agaricomycetidae, Agaricomycetes, Agaricomycotina, Basidiomycota, Fungi.
Po raz pierwszy opisał go w 1953 r. Edred John Henry Corner

## Morfologia
Owocnik złożony z licznych, drobnych, miękkich, gęsto obok siebie wyrastających kolców o długości do 2 mm i ostrych końcach. Powierzchnia o barwie od woskowej do pomarańczowożółtej. Zarodniki 4-5 × 2,5–3 μm.
Drobnokolec żółknący (Mucronella flava) początkowo jest białawy, potem żółtawy i ma większe i bardziej cylindryczne zarodniki. Podobny jest żylak kolczysty (Mycoacia uda), ale jego subikulum pod działaniem KOH barwi się na fioletowoczerwono.

## Występowanie i siedlisko
Opisano występowanie tego gatunku w Ameryce Północnej, Europie i Azji. Brak go w opracowanym w 2003 r. przez Władysława Wojewodę wykazie wielkoowocnikowych grzybów podstawkowych Polski, ale jego stanowiska podano w późniejszych latach. Aktualne stanowiska podaje także internetowy atlas grzybów. Znajduje się w nim na liście gatunków zagrożonych i wartych objęcia ochroną.
Grzyb nadrzewny, saprotrof.